# Perché pagare per essere felici
Pour plus de détails, voir Fiche technique et Distribution.
Perché pagare per essere felici est un téléfilm documentaire italien réalisé par Marco Ferreri et sorti en 1971.

## Synopsis
Filmé entre Toronto, Montréal, Winnipeg, et surtout au Festival de Powder Ridge entre 1969 et 1970, Ferreri tente de photographier sur le vif les changements de la société nord-américaine dans les années 1970 avec des réflexions ultérieures sur le mouvement hippie en Italie. La question que s'est posée le réalisateur était de savoir ce qui poussait des dizaines de jeunes hippies de toute l'Amérique du Nord à se réunir à ces occasions. Sur la vague du climat de protestation et de révolte des années soixante-huit, les changements culturels et coutumiers des jeunes se propagent également en Italie, où la vague de changement atteint son apogée lors du rassemblement au Parco Lambro (it) de Milan à la fin du mois de juillet 1976, coïncidant avec la diffusion de ce film sur Rai 2 en noir et blanc le 30 juillet. Dans le documentaire, Ferreri a également inclus du matériel d'archives du festival de Woodstock (1969). Il a été récemment projeté à nouveau au festival du film de Bellaria (it) (2007).

## Fiche technique
- Titre original italien : Perché pagare per essere felici[1],[2] (litt. « Pourquoi payer pour être heureux »)
- Réalisation : Marco Ferreri
- Directeur de production : Roberto Giussani
- Société de production : Rai
- Pays de production :  Italie
- Langue originale : Italien, anglais
- Format : Couleurs - Son mono - 35 mm
- Durée : 46 minutes
- Genre : Film documentaire
- Dates de sortie :
  - Italie : 1971